# Вимблдон 2008.
Вимблдон 2008. био је трећи Гренд слем турнир у 2008. години и 122. турнир Вимблдон, одржан у Вимблдону, Лондон, Енглеска, од 23. јуна до 6. јула 2008. То је једини Гренд слем који се игра на трави.

## Сениори

### Мушкарци
- Види Вимблдон 2008. - мушкарци појединачно

 Рафаел Надал је победио  Роџера Федерера - 6–4, 6–4, 6–7(5), 6–7(8), 9–7

### Жене
- Види Вимблдон 2008. — жене појединачно

 Винус Вилијамс је победила  Серену Вилијамс - 7–5, 6–4

### Мушки парови
- Види Вимблдон 2008. - мушки парови

 Данијел Нестор /  Ненад Зимоњић су победили  Јонаса Бјоркмана /  Кевина Улијета - 7–6(12), 6–7(3), 6–3, 6–3

### Женски парови
- Види Вимблдон 2008. – женски парови

 Серена Вилијамс /  Винус Вилијамс су победиле  Лису Рејмонд /  Саманту Стосур - 6–2, 6–2

### Мешовити парови
- Види Вимблдон 2008. - мешовити парови

 Боб Брајан /  Саманта Стосур су победили  Мајка Брајана /  Катарину Среботник - 7-5, 6-4

## Јуниори

### Дечаци
- Види Вимблдон 2008. - дечаци појединачно

 Григор Димитров је победио  Хенрија Континена - 7–5, 6–3

### Девојчице
- Види Вимблдон 2008. — девојчице појединачно

 Лора Робсон је победила  Нопаван Лерчевекарн - 6–3, 3–6, 6–1

### Дубл дечака
- Види Вимблдон 2008. - дубл дечака

 Ченг-пенг Сие /  Цунг-хуа Јанг су победили  Мета Рида /  Бернарда Томића - 6–4, 2–6, 12–10

### Дубл девојчица
- Види Вимблдон 2008. – дубл девојчица

 Полона Херцог /  Џесика Мур су победиле  Изабелу Холанд /  Сели Пирс - 6–2, 6–2

## Специјални мечеви

### Дублови господе
Доналд Џонсон /  Џеред Палмер су победили  Јака Елтинга /  Пола Хархуиса - предат меч

### Дублови старије господе
Кен Флеч /  Роберт Сегусо су победили  Џеремија Бејтса /  Андерса Јарида - 7-6(1), 6-7(5), 1-0(10-7)

### Дублови дама
Јана Новотна /  Кети Риналди су победиле  Мартину Навратилову /  Хелену Сукову - 5-7, 6-3, 1-0(10-5)

### Дублови главних судија
Робин Амерлан /  Роналд Винк су победили  Стефана Удеа /  Николу Пеифер - 6–2, 6–2

## Носиоци
Повучени: Жо-Вилфред Цонга, Хуан Монако, Карлос Моја, Татјана Головин, Гаел Монфис.
| 1. Роџер Федерер (Финале, изгубио од Рафаела Надала) 2. Рафаел Надал (Шампион) 3. Новак Ђоковић (2. коло, изгубио од Марата Сафина) 4. Николај Давиденко (1. коло, изгубио од Бенјамина Бекера) 5. Давид Ферер (3. коло, Марио Анчић) 6. Енди Родик (2. коло, Јанко Типсаревић) 7. Давид Налбандиан (1. коло, Франк Данчевић) 8. Ришар Гаске (4. коло, Енди Мари) 9. Џејмс Блејк (2. коло, Рајнер Шитлер) 10. Маркос Багдатис (1. коло, Фелисијано Лопез) 11. Томас Бердиш (3. коло, Фернандо Вердаско) 12. Енди Мари (Четвртфинале, Рафаел Надал) 13. Станислас Вавринка (4. коло, Марат Сафин) 14. Пол-Анри Матју (3. коло, Марин Чилић) 15. Фернандо Гонзалез (2. коло, Симон Болели) 16. Радек Штјепанек (3. коло, Михаил Јужни) 17. Михаил Јужни (4. коло, Рафаел Надал) 18. Иво Карловић (1. коло, Симон Штедлер) 19. Николас Алмагро (2. коло, Гиљермо Гарсија-Лопез) 20. Лејтон Хјуит (4. коло, Роџер Федерер) 21. Хуан Карлос Фереро (2. коло, предао меч, Миша Зверев) 22. Фернандо Вердаско (4. коло, Марио Анчић) 23. Томи Робредо (2. коло, Томи Хас) 24. Јарко Ниемен (2. коло, Марин Чилић) 25. Дмиртиј Турсунов (3. коло, Јанко Типсаревић) 26. Иван Љубичић (1. коло, Јирген Мелцер) 27. Николас Кифер (3. коло, Рафаел Надал) 28. Гиј Симон (3. коло, Ришар Гаске) 29. Андреас Сепи (3. коло, Марат Сафин) 30. Гаел Монфис (предао меч због повреде колена) 31. Фелисијано Лопез (Четвртфинале, Марат Сафин) 32. Мишел Љодра (1. коло, предат меч, Марио Анчић) | 1. Ана Ивановић (3. коло, Жији Женг) 2. Јелена Јанковић (4. коло, Тамарин Танасугарн) 3. Марија Шарапова (2. коло, Ала Кудријавцева) 4. Светлана Кузњецова (4. коло, Агњешка Радванска) 5. Јелена Дементјева (Полуфинале, Винус Вилијамс) 6. Серена Вилијамс (Финале, Винус Вилијамс) 7. Винус Вилијамс (Шампионка) 8. Ана Чакветадзе (4. коло, Никол Вајдишова) 9. Динара Сафина (3. коло, Шахар Пер) 10. Данијела Хантухова (2. коло, Алиса Клејбанова) 11. Марион Бартоли (3. коло, Бетани Матек) 12. Пати Шнидер (1. коло, Кејси Делакуа) 13. Вера Звонарјова (2. коло, Тамарин Танасугарн) 14. Агњешка Радвањска (Четвртфинале, Серена Вилијамс) 15. Агнеш Савај (4. коло, Жији Женг) 16. Викторија Азаренка (3. коло, Нађа Петрова) 17. Ализе Корне (1. коло, Анастасија Павличенкова) 18. Никол Вајдишова (Четвртфинале, Жији Женг 19. Марија Кириленко (1. коло, Вера Душевина) 20. Франческа Шћавоне (2. коло, Анабел Медина Гаригес) 21. Нађа Петрова (Четвртфинале, Јелена Дементјева) 22. Флавија Пенета (2. коло, Аи Сугијама) 23. Катарина Среботник (1. коло, Хулија Гоергес) 24. Шахар Пер (4. коло, Јелена Дементијева) 25. Линдси Давенпорт (2. коло, предат меч, Жизела Дулко) 26. Сибила Бамер (2. коло, Шуа Пенг) 27. Виржини Разано (1. коло, Јевгенија Родина) 28. Аљона Бондаренко (2. коло, предат меч, Барбора Захлавова Стрицова) 29. Амели Моресмо (3. коло, Серена Вилијамс) 30. Доминика Цибулкова (1. коло, Жији Женг) 31. Каролина Возњацки (3. коло, Јелена Јанковић) 32. Сања Мирза (2. коло, Марија Хосе Мартинес Санчез) |

## Новчана награда
| Категорија                  | 2007        | 2008        | Пораст |
| --------------------------- | ----------- | ----------- | ------ |
| Укупна новчана награда      | £11.282.710 | £11.812.000 | 4,7%   |
| Победник мушког сингла      | £700.000    | £750.000    | 7,1%   |
| Финалиста мушког сингла     | £350.000    | £375.000    | 7,1%   |
| Победница женског сингла    | £700.000    | £750.000    | 7,1%   |
| Финалисткиња женског сингла | £350.000    | £375.000    | 7,1%   |
| Победници мушког дубла      | £229.000    | £230.000    | 0,4%   |
| Финалисти мушког дубла      | £111.440    | £115.000    | 3,2%   |
| Победнице женског дубла     | £229.000    | £230.000    | 0,4%   |
| Финалисткиње женског дубла  | £111.440    | £115.000    | 3,2%   |
| Победници мешовитог дубла   | £90.000     | £92.000     | 2,2%   |
| Финалисти мешовитог дубла   | £45.000     | £46.000     | 2,2%   |